# Barcita
Barcita is een geslacht van vlinders van de familie spinneruilen (Erebidae), uit de onderfamilie Calpinae.

## Soorten
- B. abaris Herrich-Schäffer, 1869
- B. amplificata Felder, 1874
- B. brunneoviridans Dognin, 1912
- B. cometas Dognin, 1914
- B. duomita Schaus, 1901
- B. expallida Dognin, 1914
- B. grisescens Dognin, 1914
- B. ilia Druce, 1889
- B. indistincta Dognin, 1914
- B. laonome Druce, 1890
- B. micropis Hampson, 1926
- B. polioides Guenée, 1852
- B. pratti Kenrick, 1917
- B. rufescens Hampson, 1926
- B. subviridescens Walker, 1858
- B. tessellata Kenrick, 1917
- B. tremula Schaus, 1901
- B. zaleodes Hampson, 1924